# Amy Reid
Pour les articles homonymes, voir Reid et Ried.
Amy Reid ou Amy Ried, née le 15 avril 1985 à Francfort, est une ancienne actrice pornographique américaine.

## Biographie
Amy Reid a grandi dans une famille militaire dans le sud de la Californie. Elle a fait deux ans d'études dans le génie mécanique à l'Université d'État Polytechnique de Californie à Pomona.
Elle a posé dans plus d'une centaine de séances photo pornographiques et a joué dans plusieurs films X. Elle est aussi mannequin pour des magazines.
Amy est connue et apparait sur de nombreux sites web ayant pour sujet le fétichisme de la poitrine, grâce à son 90C naturel. Elle a travaillé avec les stars du X masculins telles Julian Andretti, Peter North et Mandingo.
En 2009, elle joue « Cherry » dans une parodie de la série 30 Rock (30 Rock: A XXX Parody) avec Herschel Savage (Jake), Bishop (Trey Jordan), Lisa Ann (Liz Limon), Ashlynn Brooke (Jenny), Amy Reid signe aussi un contrat d'exclusivité avec New Sensations et Digital Sin en octobre.
Elle se retire du porno en 2014.

## Récompenses
- 2007 : F.A.M.E. Awards - Favorite Female Rookie
- 2007 : AVN Award - Best Tease Performance - "My Plaything: Amy Reid" Digital Sin
- 2007 : AVN Award - Best Anal Sex Scene - "Breakin' Em In 9"
- 2010 : AVN Award for Best Couples Sex Scene - "30 Rock: A XXX Parody" New Sensations

## Filmographie sélective
- 2005 : Boobs Of Hazzard (Danni.com (Pure Play))
- 2005 : Double Dippin (Vertigo)
- 2005 : Elite (Loaded Digital (Metro))
- 2005 : Evoke (nn Worx (Pure Play))
- 2005 : Girl Crazy #7 (Digital Sin)
- 2005 : O Ring Blowout (Vouyer Productions (Red Light))
- 2005 : Strap It On #2 (Platinum X Pictures)
- 2005 : Tongues and Twats #2 (New Sensations)
- 2005 : Young Ripe Mellons #7 (Vouyer Productions (Red Light))
- 2006 : Addicted Again (New Sensations)
- 2006 : Addicted to Boobs (Red Light District)
- 2006 : Big Wet Tits #3 (Elegant Angel)
- 2006 : Boob-Stravaganza! #2 (Disc 2) (Digital Sin)
- 2006 : Butter Bags #2 (Kick Ass)
- 2006 : Craving Big Cocks #13 (New Sensations)
- 2006 : Cum Stained Casting Couch #6 (Red Light District)
- 2006 : Dirty Dan's P.O.V. #1 (Mach 2)
- 2006 : Filthy (3rd Degree)
- 2006 : Fishnets #5 (Zero Tolerance)
- 2006 : My Plaything - Amy Reid (Digital Sin)
- 2006 : Natural Knockers 5 (Northstar)
- 2006 : New Whores on the block (Evil Angel)
- 2006 : Super Naturals 4 (Digital Sin)
- 2006 : Strap Attack #5 (Evil Angel)
- 2006 : The Girl Next Door (Combat Zone)
- 2006 : Tight Teen (Tightfit)
- 2006 : Trophy Whores 2 (Evil Angel)
- 2007 : Boob Bangers 4 (Evil Angel Video)
- 2007 : Fresh Outta High School 3 (Digital Sin)
- 2007 : Naughty College School Girls 40 (New Sensations)
- 2007 : Out Of Control	(Shane's World)
- 2007 : We Live Together.com 1
- 2008 : Big Boob Orgy (3rd Degree Films)
- 2008 : No Man's Land 44
- 2009 : Do Me Wet
- 2010 : Ashlynn Brooke's Lesbian Fantasies 2
- 2011 : Big Tits at School 12
- 2012 : 25 Sexiest Boobs Ever
- 2013 : We're Young and Love to Lick Pussy